# Вульхова
Вільхова — річка в Україні у Хустському районі Закарпатської області. Ліва притока річки Іршавки (басейн Дунаю).

## Опис
Довжина балки приблизно 9 км, найкоротша відстань між витоком і гирлом — 8,25  км, коефіцієнт звивистості річки — 1,16 . Формується багатьма гірськими струмками.

## Розташування
Бере початок на південно-західних схилах гори Береговий Діл (926,3 м). Тече переважно на південний захід понад горами Великою Ворончатою (373,4 м) та Кичерою (296,9 м) і у північній частині міста Іршава впадає у річку Іршавку, праву притоку річки Боржави.
Населені пункти вздовж берегової смуги: Підгірне, Ільниця.

## Цікаві факти
- Від витоку річки на північно-східній стороні на відстані приблизно 1,5 км розташований геологічний заказник загальнодежавного значення в Україні Зачарована долина[2].